# Mochtín
Obec Mochtín (německy Mochtin) se nachází v okrese Klatovy, kraj Plzeňský. Leží 6 km jihovýchodně od Klatov podél silnice I/22 Klatovy–Strakonice. Žije zde přibližně 1 200 obyvatel.

## Historie
První písemná zmínka o obci pochází z roku 1398.
V obci se od konce 19. století nacházela první česká výrobna kávovin cikorka.

## Pamětihodnosti
- Zámek Mochtín
- Kaple u hlavní silnice

## Rodáci
Josef Babka, spoluzakladatel společnosti Brouk a Babka

## Části obce
- Mochtín
- Bystré
- Hoštice
- Hoštičky
- Kocourov
- Lhůta
- Nový Čestín
- Srbice
- Těšetiny
- Újezdec

## Další fotografie

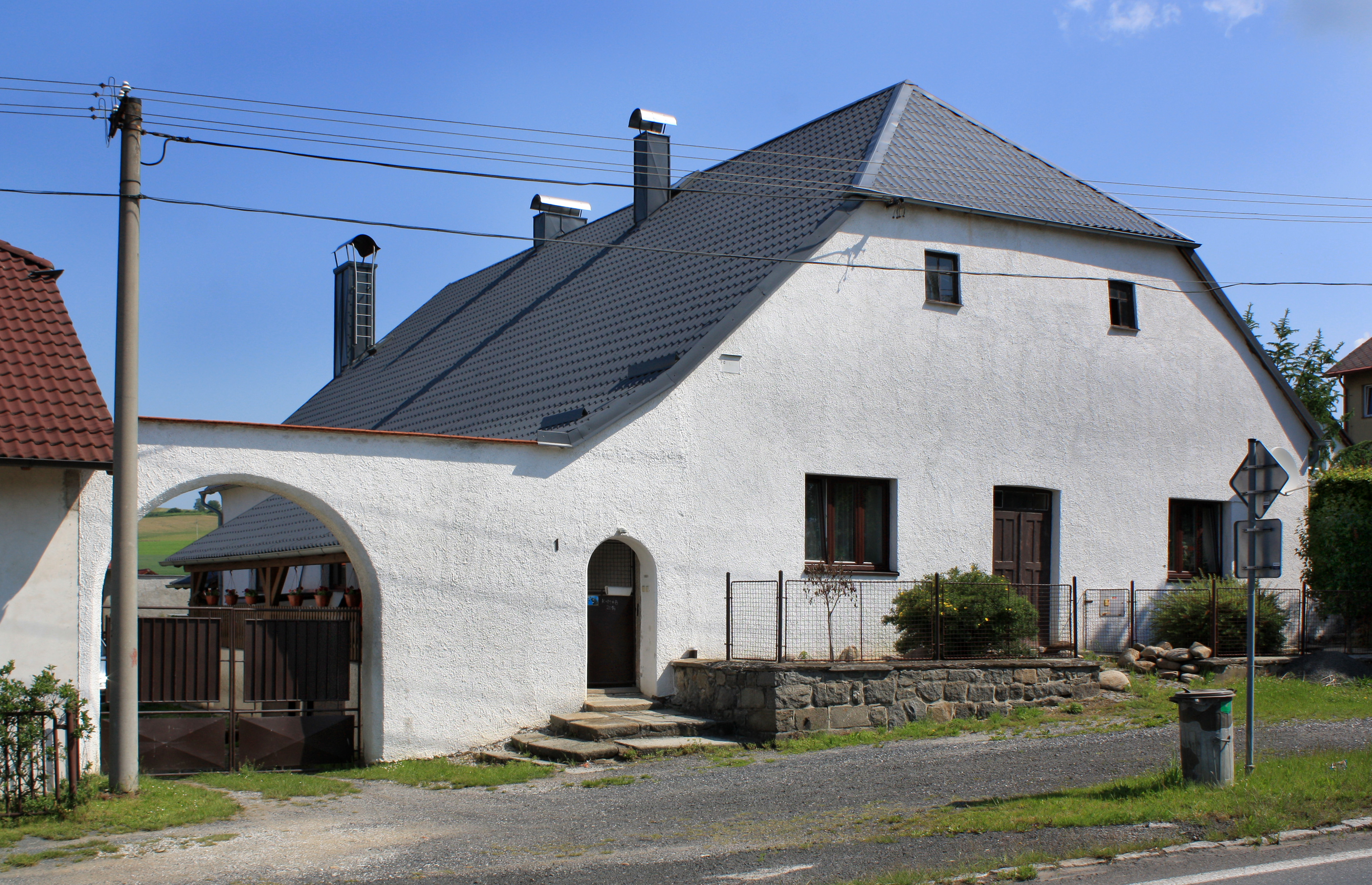
Opravený statek
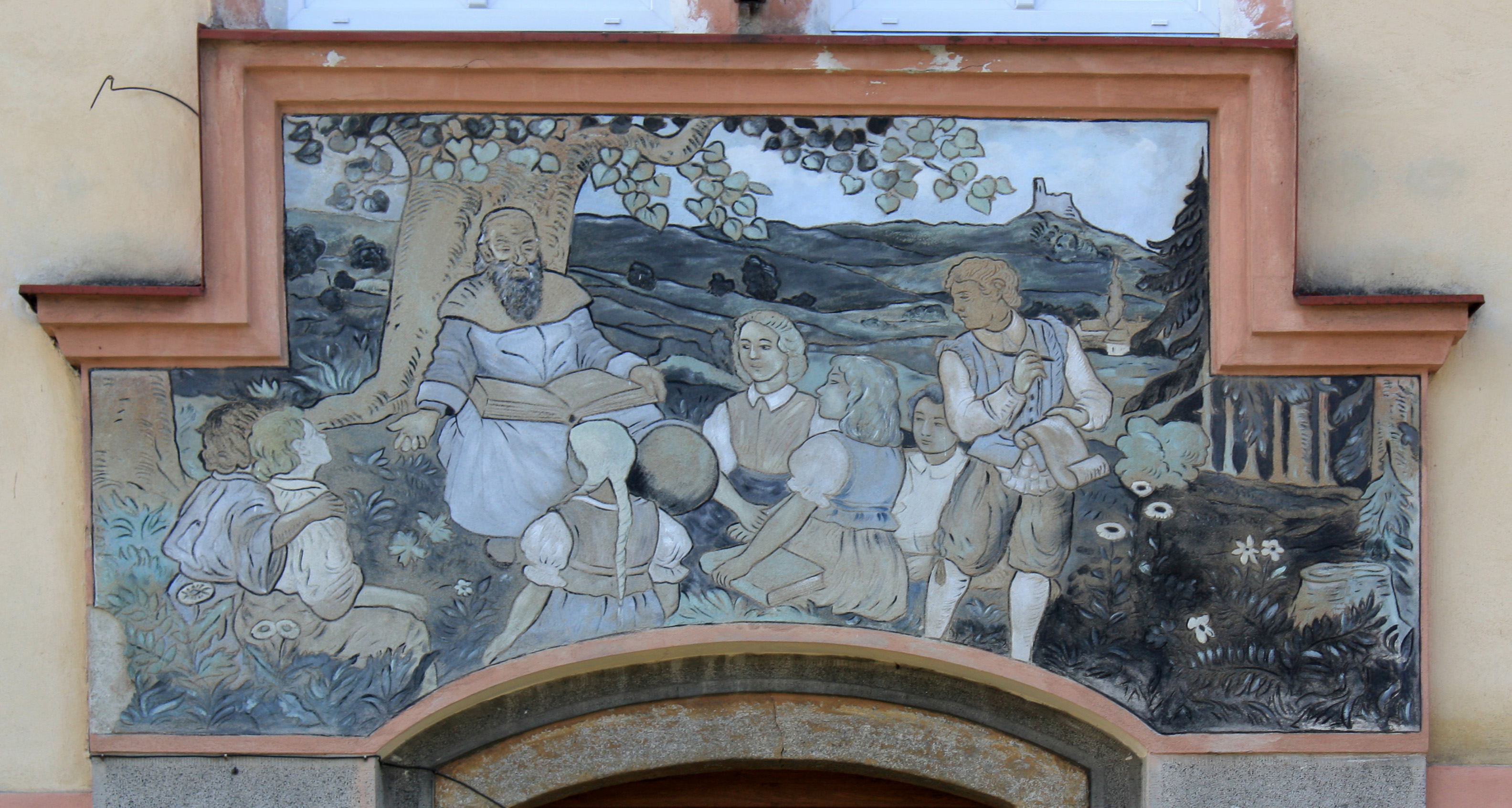
Malba nad vchodem do školy
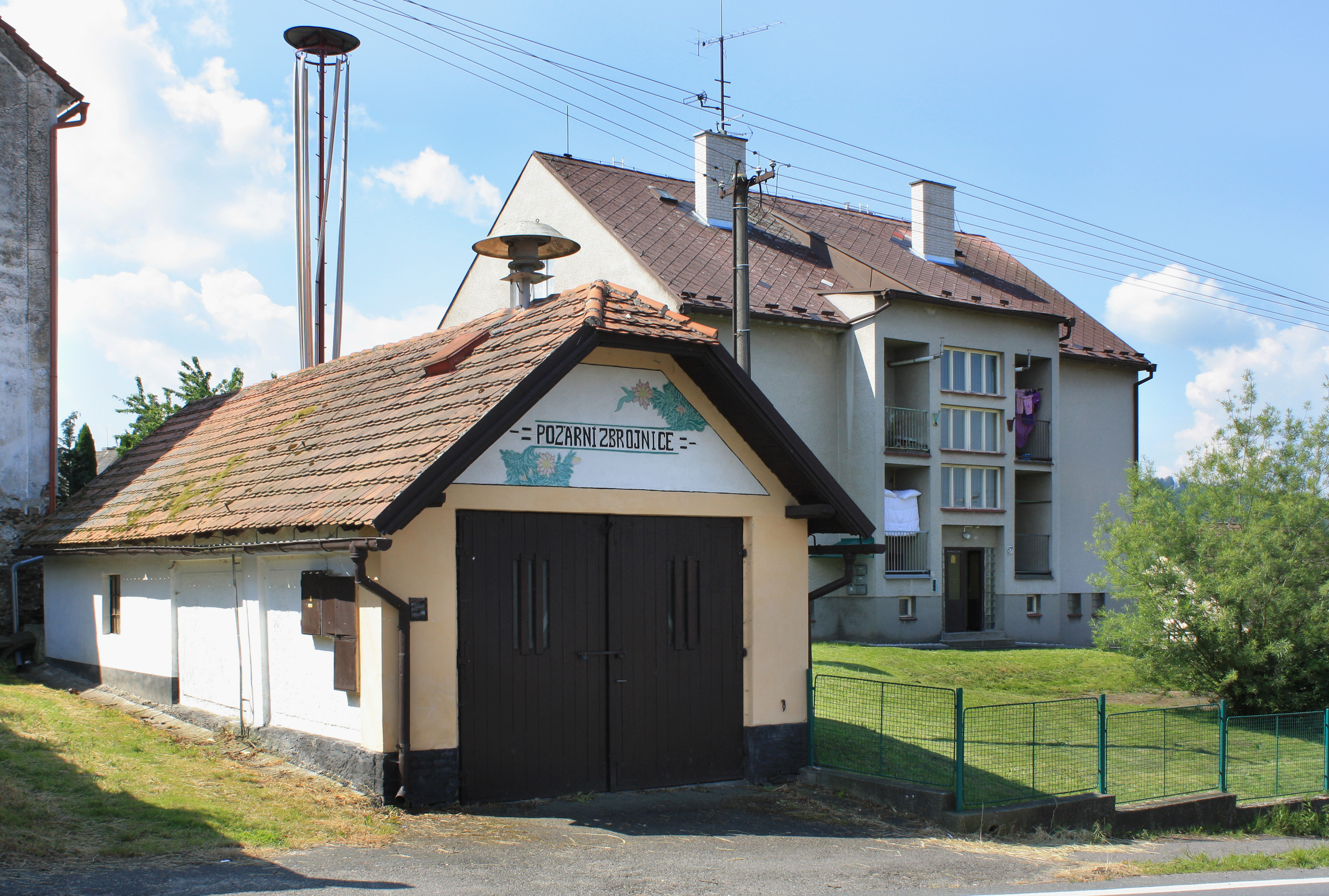
Historická požární zbrojnice a bytovky